# John Jay
John Jay (ur. 12 grudnia 1745 w Nowym Jorku, zm. 17 maja 1829) – amerykański polityk, dyplomata i prawnik. 
Był bardzo mocno zaangażowany w rewolucję amerykańską. Uczestniczył w obu Kongresach Kontynentalnych, a po ukształtowaniu się Stanów Zjednoczonych, obok Alexandra Hamiltona i Jamesa Madisona, należał do najzagorzalszych zwolenników silnej federacji. Był jednym z ojców-założycieli Stanów Zjednoczonych.

## Życiorys
W latach 1779–1782 pierwszy minister-rezydent USA w Hiszpanii. Prowadził rozmowy z hiszpańskim politykiem i dyplomatą Diego de Gardoqui w sprawach dostarczania Amerykanom broni i sprzętu z Hiszpanii. Szefem firmy dostawczej był José de Gardoqui i jego trzej synowie, z których jednym był właśnie Diego. Razem dostarczono Amerykanom 215 dział, 30 000 muszkietów, 30 000 bagnetów, 51 314 kul do muszkietów, 300 000 funtów prochu, 12 868 granatów, 30 000 mundurów i 4000 namiotów wojskowych.
W latach 1789–1795 pełnił funkcję pierwszego przewodniczącego Sądu Najwyższego. W 1794 roku wynegocjował z Wielką Brytanią umowę międzynarodową nazywaną później traktatem Jaya. W latach 1795–1801 pełnił funkcję gubernatora stanu Nowy Jork.
Zajął trzecie miejsce w wyborach prezydenckich w 1789 roku, otrzymując 9 głosów elektorskich.